# Corrado Malaspina (il Giovane)
Corrado Malaspina detto il Giovane (primi due decenni del XIII secolo – post settembre 1294) fu il figlio naturale di Federico I Malaspina.
Non ebbe a segnalarsi per particolari imprese, a differenza ad esempio di Moroello Malaspina, "vapor di Val di Magra" del XXIV dell'Inferno (v. 145); tuttavia, essendo morto non molti anni prima del '300, servì di spunto a Dante, che lo trova nella valletta dei principi nell'Antipurgatorio, per innalzare il suo celebre ed alto elogio della Casata, quasi a sdebitarsi della signorile ospitalità ricevuta nel 1306 in Lunigiana.

## Biografia
Corrado Malaspina nacque approssimativamente nei primi due decenni del XIII secolo.
Figlio naturale di Federico I, marchese di Villafranca in Lunigiana e di Virgoletta, fu cresciuto e accudito dal nonno Corrado L’Antico, capostipite del ramo dello Spino Secco, signori della Lunigiana dall'XI secolo.

### Matrimonio
I primi documenti attribuiti a Corrado il Giovane risalgono al 1234 e riguardano le sue nozze, avvenute due anni prima, con una certa Urica, figlia naturale del giudice Mariano II di Torres.
Altri documenti del 1281-1305 indicano invece come moglie di Corrado una certa Orietta, forse imparentata con le famiglie genovesi degli Zanche o degli Spinola.
Per quanto riguarda i figli non ebbe eredi maschi legittimi, ma una figlia di nome Spina nata probabilmente intorno al 1264 e un figlio naturale detto Figliastro.

### Accordi e carriera
Il matrimonio di Corrado con la figlia del giudice di Torres portò ad un ampliamento degli interessi della famiglia Malaspina anche in Sardegna; tuttavia nel 1266 il patrimonio sardo acquisito fu spartito in tre parti tra Corrado e gli zii Manfredi e Moroello a causa della mancanza di un erede maschio legittimo.
Nel 1268 Clemente IV rifiutò la richiesta da parte dei tre dell'assegnazione della vicaria pontificia in Sardegna.
La gestione del territorio negli anni successivi condotta da Corrado e gli zii sopra citati risultò comunque prolifica per i rapporti che i Malaspina avevano intessuto con le famiglie genovesi, ne risultarono infatti una serie di matrimoni e di operazioni poilitiche e finanziarie.
La collaborazione con le famiglie genovesi era legata anche alla guerra di Genova contro Pisa. Infatti, i Malaspina parteciparono sostenendo la fazione genovese sia finanziando le spedizioni (con manovre come l'acquisto nel 1282 da parte di Corrado di Casteldoria e della curatorìa di Anglona da Brancaleone Doria, immediatamente retrocesse per 9.300 lire), sia militarmente partecipando in prima linea alla spedizione che culminò con la battaglia della Meloria (1284) e la conseguente sconfitta pisana.
Per quanto riguarda i beni provenienti dall'eredità del nonno, nel 1266 i possedimenti lunigianesi e appenninici della famiglia furono divisi tra gli eredi, nella fattispecie i tre zii Manfredi, Alberto e Moroello e i figli di Federico I: Corrado, Tommaso e Opizzino.
A Corrado e i suoi fratelli spettarono gli insediamenti lunigianesi con capoluogo Villafranca e altri beni in val Trebbia e val Staffora oltre al patrimonio sardo.
Nel 1278, su iniziativa dello zio Moroello, i Malaspina occuparono la città di Chiavari scatenando la guerra con Genova alla quale Corrado partecipò solo marginalmente, tanto che all'atto di pace, trovandosi in Sardegna, non poté presenziare al giuramento.
Nel 1281 vi fu un'ulteriore divisione del patrimonio dello Spino Secco, probabilmente per motivi di conflitti tra i Malaspina e il vescovo di Luni, come per la questione genovese, anche in questo caso l'apporto di Corrado alla vicenda sembra minimo.
L'ultima notizia riferita a Corrado è il suo testamento, redatto nel settembre 1294 a Mulazzo, nel quale riconosceva come eredi universali del suo patrimonio i fratelli Tommaso e Opizzino.
Si pensa che morì lo stesso anno in quanto nella documentazione successiva non se ne trova traccia.

## Corrado e la letteratura
Corrado si è distinto all'interno del ramo dello Spino Secco anche per un profondo interesse per la tradizione e per la consapevolezza della storia e della tradizione della famiglia.
La sua figura fu di ispirazione per due maggiori scrittori italiani del Trecento: Dante Alighieri e Giovanni Boccaccio.
Dante nell'VIII canto del Purgatorio inscena il suo incontro nella valletta dei principi con Corrado, il quale spicca sugli altri compagni di pena per i valori cortesi di amore e famiglia.
(Divina Commedia, Purgatorio, Canto VIII, vv. 118-120)
Dai versi citati è possibile capire la distinzione che viene fatta con il noto avo (Corrado l'Antico), anch'egli citato nella Commedia, mentre l'ultimo verso è votato all'esemplarità che la famiglia aveva per la concezione poetica di Dante e come elogio ad una delle più importanti famiglie italiane che lo ospitarono durante l'esilio.
Sempre facendo riferimento ai nobili valori e alla grandezza della famiglia, Boccaccio, nella sesta novella della seconda giornata del Decameron, narra di Corrado come ghibellino e gentiluomo liberale e attento ai valori familiari cortesi dipingendolo nel suo quadro familiare insieme alla moglie e alla figlia Spina.